# 小行星6086
小行星6086（英語：6086）是一颗围绕太阳公转的小行星。1987年11月15日，茲丹卡·瓦弗洛娃在克列特发现了此天体。
这颗小行星的绝对星等为323.1236864943721等。